# 프리츨 사건

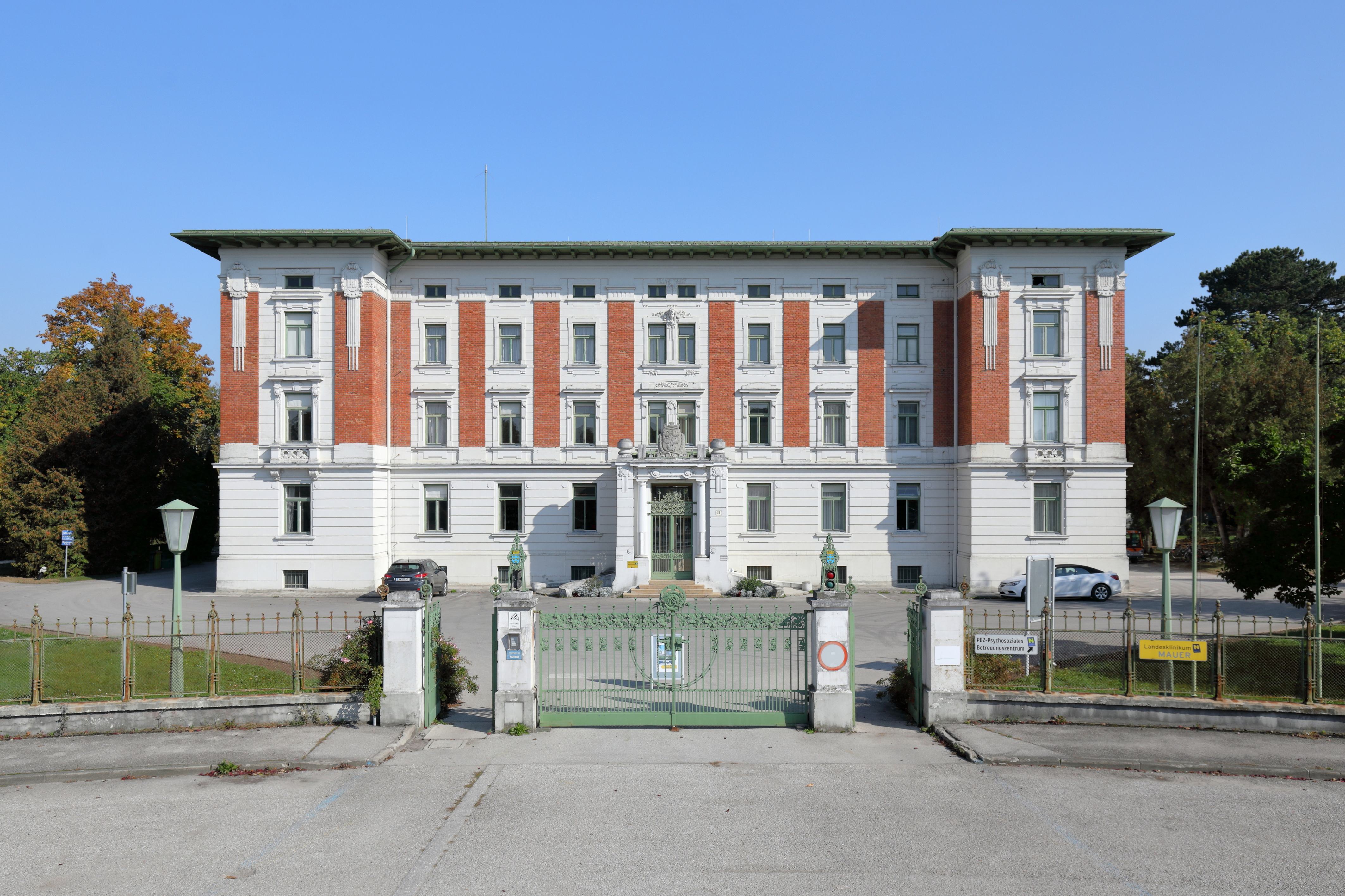
사건이 드러난 후 엘리자베트 프리츨과 아이들이 입원한 암슈테텐의 병원 건물

프리츨 사건(독일어: Fall Fritzl)은 2008년 4월에 오스트리아 니더외스터라이히주 암슈테텐에서 42세 여성 엘리자베트 프리츨(독일어: Elisabeth Fritzl, 1966년 4월 6일~)이 경찰에게 24년 동안 집 지하실에 갇혀 아버지 요제프 프리츨(독일어: Josef Fritzl, 1935년 4월 9일~)으로부터 신체적 폭력, 성적 학대, 강간을 수차례 받았다고 신고한 사건이다. 엘리자베트는 아버지의 성적 학대에 의해 7명의 아이를 낳고 1번 유산했다.

## 같이 보기
- 근친교배
- 나타샤 캄푸슈